# Золотая Нива (Уалихановский район)
Золотая Нива (каз. Золотая Нива) — село в Уалихановском районе Северо-Казахстанской области Казахстана. Входит в состав Карасуского сельского округа. Код КАТО — 596443580.

## География
Расположено около озера Коксенгирсор.

## Население
В 1999 году население села составляло 420 человек (205 мужчин и 215 женщин). По данным переписи 2009 года, в селе проживало 155 человек (65 мужчин и 90 женщин).